# Бета-выпуклость
Бета-выпуклость может быть описана как локализованное нарушение регулярной водородной связи бета-листа путем вставки дополнительных аминокислотных остатков в одну или обе водородные связи β-цепей.

## Типы
β-выпуклости можно сгруппировать по длине разрыва, количеству остатков, вставленных в каждую цепь, параллельности или антипараллельности разорванных β-цепей, а также по их двугранным углам (которые контролируют размещение их боковых цепей). Обычно встречаются два типабета-выпуклостей.
Первый тип, классическая бета-выпуклость, возникает внутри или на краю антипараллельного бета-листа; первый остаток на выступе наружу обычно имеет конформацию αR, а не нормальную β.
Второй тип — петля бета-выпуклости (также называемая типом бета-выпуклости G1), часто встречается в сочетании с антипараллельным листом, но также и в других ситуациях. Один остаток имеет конформацию αL и является частью бета-поворота или альфа-поворота, так что мотив иногда образует петлю бета-шпильки.

## Воздействие на структуру цепи
На уровне структуры основной цепи классические β-выпуклоси могут вызывать простую аневризму β-листа, например, выпуклость в длинной β-шпильке рибонуклеазы A (остатки 88-91). β-выпуклость может также вызывать складывание β-листа и его самопересечение, например, когда два остатка с левосторонними и правосторонними α-спиральными двугранными углами вставляются друг напротив друга в β-шпильку, как это происходит у Met9 и Asn16 в псевдоазурине (PDB код присоединения 1PAZ).

## Влияние на функциональность белков
Сохраненные выпуклости регулярно влияют на функциональность белка. Самая основная функция выпуклостей — вмещать дополнительный остаток, добавленный из-за мутации и т. д. с сохранением структуры связывания и, следовательно, общей архитектуры белка. Другие выпуклости связаны с сайтами связывания белков. В определённых случаях, таких как у белков семейства иммуноглобулинов, консервативные выпуклости помогают димеризации доменов Ig. Они также имеют функциональное значение в белках DHFR (дигидрофолатредуктаза) и SOD (супероксиддисмутаза), где петли, содержащие выпуклости, окружают активный сайт.